# Macrozamia mountperriensis
Macrozamia mountperriensis är en kärlväxtart som beskrevs av Frederick Manson Bailey. Macrozamia mountperriensis ingår i släktet Macrozamia och familjen Zamiaceae. IUCN kategoriserar arten globalt som livskraftig. Inga underarter finns listade i Catalogue of Life.